# Бетузи-Гук, Эдуард-Георг
Граф Эдуард-Георг Бетузи-Гук (нем. Eduard Georg von Bethusy-Huc; 3 сентября 1829, имение Банкау в Силезии (ныне Бонкув, Ключборкский повят, Опольское воеводство, Польша) — 19 ноября 1893, там же) — немецкий политический деятель, депутат парламента Пруссии.

## Биография

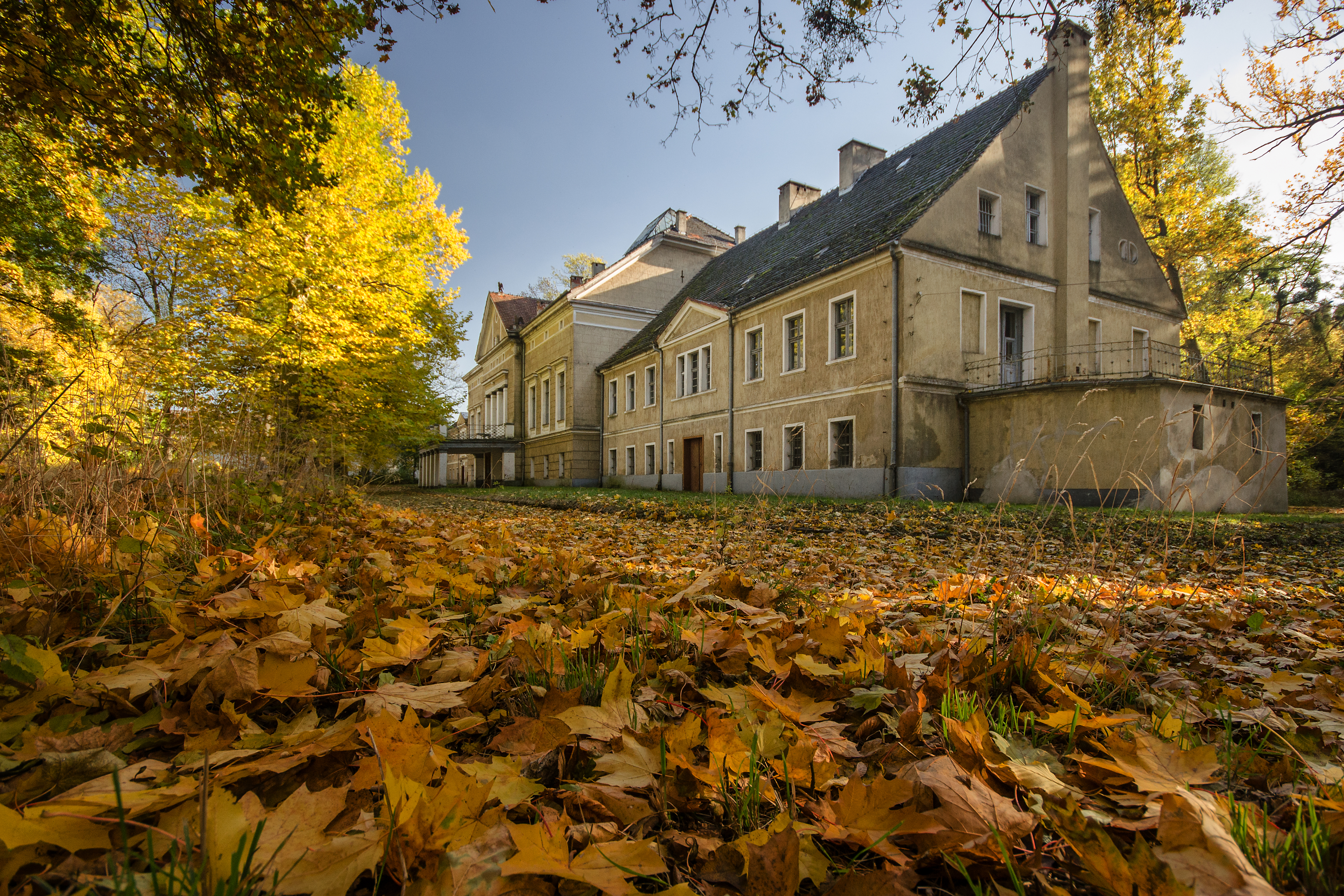
Gut Bankau

Сын капитана прусской кавалерии. Помещик. Изучал право в университетах Бонна, Бреслау и Берлина, после чего совершил длительные поездки на Восток, в Италию и Францию. Вернувшись на родину взял на себя управление своими обширными владениями.
В 1861 году избран в Провинциальный парламент Пруссии. В 1862 году избран представителем округа Кройцбург-Розенбург в палату депутатов Пруссии, где примкнул сперва к консервативной партии, но затем вышел от неё и вместе с графом Ренаром и фон Кнезебеком основал фракцию «свободных консерваторов», или, как её называли в рейхстаге, «немецкую государственную партию» — Свободно-консервативная партия. Главой этой партии он состоял до 1874 г., когда был избран вторым вице-президентом палаты депутатов. С 1871 г. — депутат Рейхстага Германской империи.
В 1880 г. стал ландратом своего округа и, желая посвятить себя полностью этой должности, отказался от парламентской деятельности.
Был одним из сторонников немецкого единства и преданным сторонником Бисмарка, основал в 1866 году так называемую Свободную консервативную партию («Deutsche Reichspartei»).
Почётный гражданин города Кройцбург (1878).